# Rečka
Rečka es un pueblo ubicado en la municipalidad de Negotin, en el distrito de Bor, Serbia.

## Superficie
Posee una superficie de 26,63 kilómetros cuadrados.

## Demografía
Hasta 2011 la población era de 353 habitantes, con una densidad de población de 13,25 habitantes por kilómetro cuadrado.